# جسی چان
جِیسی چان جمینگ (چینی: 房祖名؛ زادهٔ ۳ دسامبر ۱۹۸۲) بازیگر و خواننده آمریکایی است. وی نخستین آلبوم ماندارین خود را در سال ۲۰۰۴ در هنگ کنگ منتشر کرد. وی همچنین مدتی را در تایوان سپری کرد تا فعالیت موسیقایی خود را ادامه دهد. پدر او رزمی‌کار و بازیگر جکی چان و مادرش بازیگر سابق تایوانی جوان لین است. وی علاوه بر ماندارینی ترانه‌هایش را به زبان کانتونی نیز می‌خواند.

## زندگی شخصی
وی در سال ۲۰۱۵ به این سبب که اجازه داده بود عده‌ای در آپارتمانش در پکن ماریجوانا مصرف کنند به شش ماه حبس محکوم شد.
بعد از این که از زندان آزاد شد به همراه مادرش در تایپه زندگی می‌کرد و در خارج از خانه همیشه ماسک میپوشید تا شناسایی نشود تا این که در سال ۲۰۲۰ به لس آنجلس نقل مکان کرد.

## فیلم
| سال  | نام فیلم              | نقش                   |
| ---- | --------------------- | --------------------- |
| ۲۰۰۴ | جکی و خون‌آشامان ۲     | ستاره ی پادشاه        |
| ۲۰۰۶ | پادشاهان آسمانی       | خودش                  |
| ۲۰۰۷ | خورشید همچنان می‌درخشد |                       |
| ۲۰۰۸ | پاندای کونگ‌فوکار      | صدای ماهیخوار (لک لک) |
| ۲۰۰۸ | رازهای پنج جنگجو      | صدای استاد میمون      |
| ۲۰۰۹ | مولان                 | فی شیائواو            |
| ۲۰۱۱ | ۱۹۱۱                  | جانگ جِن وو            |
| ۲۰۱۱ | پاندای کونگ‌فوکار ۲    | صدای ماهیخوار (لک لک) |
| ۲۰۱۵ | راهب                  | پنگ چیزی              |
| ۲۰۱۶ | ببرهای راه‌آهن         |                       |